# Eduard Nehse

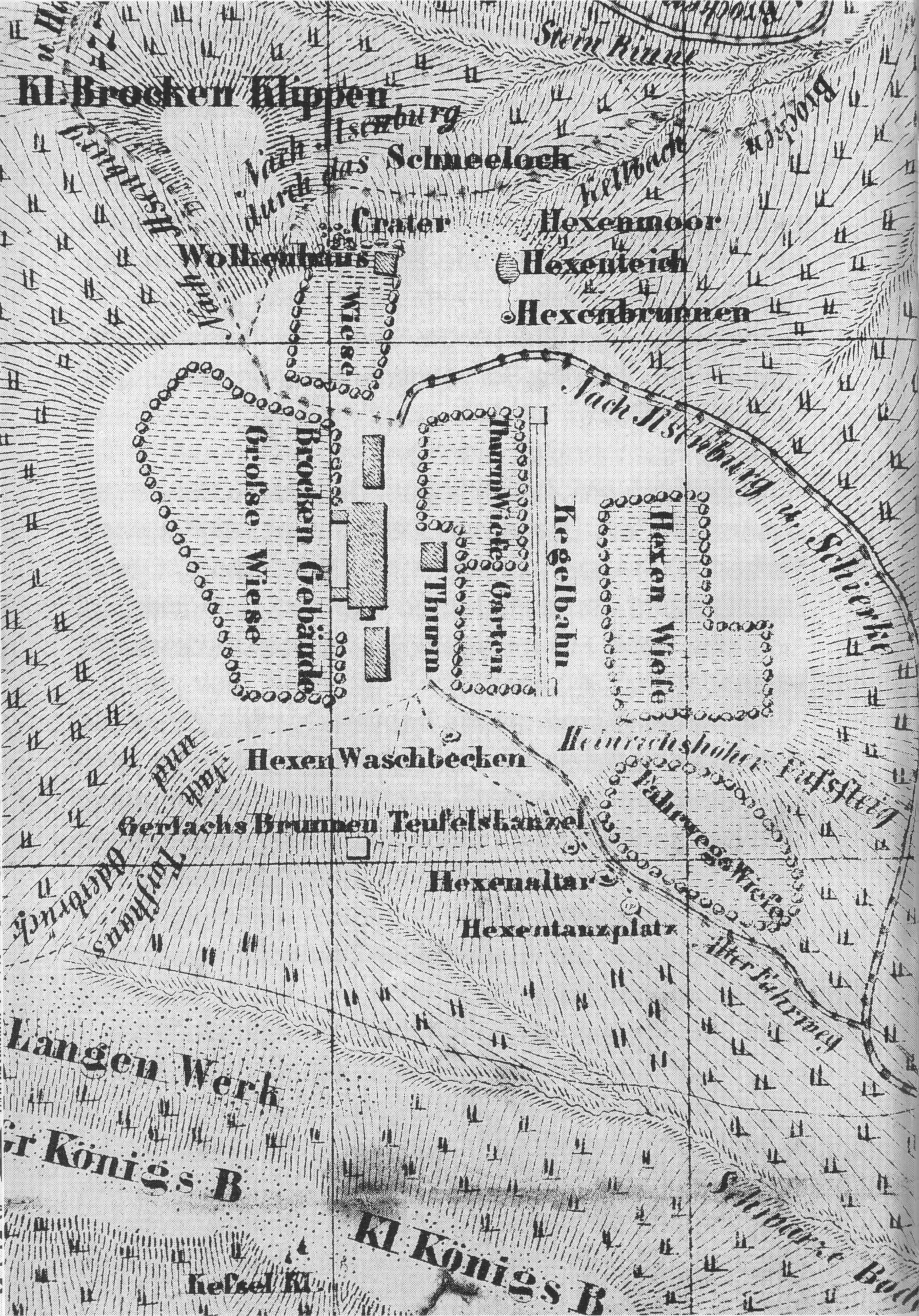
Ausschnitt aus der Brockenkarte von Nehse, 1849

Carl Eduard Nehse (* 14. Oktober 1793 in Landsberg an der Warthe; † 12. Januar 1871 in Neustadt am Rübenberge) war ein deutscher Gastwirt und Naturforscher. Von 1834 bis 1850 war er Administrator der Brockenwirtschaft des Grafen Henrich zu Stolberg-Wernigerode im Gasthaus auf dem Gipfel des Brocken im Harz. Er verfasste Schriften über den Brocken und nahm dort meteorologische Messungen vor. Ab 1839 leitete er die neu gegründete, zur damaligen Zeit höchstgelegene meteorologische Station Deutschlands auf dem Brocken.

## Leben und Wirken
Nehse war der Sohn eines Kreissteuereinnehmers und Gutsbesitzers. Als Pächter übernahm er den Schumannschen Gasthof in Kroppenstedt und heiratete die Tochter Friedrike der Wirtsleute Künne des "Deutschen Hauses" in Ditfurt. 1832 bewarb er sich erfolgreich um die Stelle des Stadtschreibers beim Magistrat von Wernigerode. Zunächst erhielt er ein Jahresgehalt von 200 Talern vom Magistrat bewilligt. Als die Stadtverordneten jedoch dieses Gehalt des Kanzlisten auf jährlich 110 Taler reduzierten, sah er sich nach einer anderen Erwerbsquelle um. Auf den 12. Januar 1834 datiert sein Bewerbungsschreiben auf die durch den Tod des bisherigen Brockenwirts Christian Gerlach freigewordene Stelle. Genau vier Monate später, am 12. Mai 1834 erfolgte die Übergabe der gräflich-stolbergischen Brockenadministration durch die Witwe Gerlachs an Eduard Nehse. Zusätzlich zur Gastwirtschaft betrieb er vermutlich als "inoffizielle Dienstleistung" auch eine Poststation auf dem Brocken.
Ab 1836 nahm Nehse meteorologische Messungen vor. Im Oktober 1839 wurde auf Initiative des Braunschweiger Naturforschers Wilhelm Lachmann auf dem Brocken die zur damaligen Zeit höchste meteorologische Station Deutschlands unter Leitung von Nehse eingerichtet. Schriftliche Wetterbeobachtungen Nehses befinden sich im meteorologischen Nachlass Lachmanns in der Herzog August Bibliothek in Wolfenbüttel. Nachdem ihm wegen Unregelmäßigkeiten bei der Rechnungsführung der Oberkellner Tolle zur Seite gestellt worden war und er der gräflichen Kammer in Wernigerode wöchentlich die Rechnung der Brockenadministration vorlegen musste, gab er zu Michaelis 1850 seine Tätigkeit als Brockenwirt auf. Er wurde Wetterbeobachter des meteorologischen Instituts in Ballenstedt und Pächter eines dortigen Gasthofes. Von Nehse ging die Initiative für das zweitägige Ballenstedter Musikfest unter der künstlerischen Leitung von Franz Liszt im Juni 1852 aus.
Seine Ehefrau Friedrike betrieb 1852 die Gastwirtschaft zum Falken am Fuß der Burg Falkenstein im Harz. Eduard Nehse hatte hingegen noch andere Pläne. 1852 stellte er den Antrag zur Errichtung einer Glashütte in Thießen, über den die anhaltischen Behörden bis 1853 beratschlagten. Über sein Lebensende ist bisher nichts bekannt.

## Bedeutung und Nachwirkung
Nehses Schriften und meteorologische Messungen fanden zeitgenössische Beachtung. So wurde Nehse im 19. Jahrhundert von dem Regionalhistoriker Gustav Heyse als „gebildeter Mann, der den Brocken mit Liebe beobachtete, ihn auch beschrieb und auf Karten darstellte“ charakterisiert. Der Meteorologe Ludwig Friedrich Kämtz nutzte die "sorgfältigen Aufzeichnungen des Wirthes Nehse" in seinen Vorlesungen.
Andere Zeitgenossen stellten fest, dass er als „Schriftsteller“ „gute Beobachtungen über die Natur des Brockens“ gemacht habe. Den „trefflichen Brockenhaus-Administrator“ Nehse zeichne "Interesse" und "Ausdauer" bei seinen meteorologischen Messungen aus.
In der Karl-May-Erzählung „Im Geist des Llano Estacado“ wird das „Brockengespenst, dessen Entstehung der Brockenwirt Nehse so überzeugend nachgewiesen“ habe, erwähnt. Ein Sohn des Brockenwirts, der Ingenieur Karl Georg Nehse (1832–1890) war mit Karl May befreundet. Auch im dichterischen Werk von Ferdinand Freiligrath wird der Brockenwirt Nehse genannt.

## Werke (Auswahl)
- Der Brocken und seine Merkwürdigkeiten. Mit einem kleinen Brocken-Panorama, Thiele 1840
- Plan des Brocken und daran grenzende Gebirge. Zur Erinnerung für Besucher des Brockens, 1844
- Wegweiser zwischen Ilsenburg und dem Brocken, 1849
- Brocken-Stammbuch mit Scherz und Ernst, Witz und Laune, Weisheit und Einfalt in Gedichten und Prosa vom Mai 1753 bis Mai 1850. Nebst einigen komischen Brockengedichten aus einem alten Werke des D. Johannes Praetorii vom Jahre 1669 mit der Winteransicht der Brockengebäude vom 26. Februar 1850, Eupel, 1850
- Die Burg Falkenstein. Historisch-romantisch betrachtet. Von Wilhelm Werner, Stadtsecretair in Ballenstedt. Hrsg. und im Selbstverlage von C. E. Nehse, Gastgeber zu Falken unter dem Falkenstein im Selkethal, Herzogliche Hof-Stein- und Buchdruckerei, Ballenstedt 1856 Digitalisat